# Żegnaj Chips (film)
Żegnaj, Chips (ang. Goodbye, Mr. Chips) – film brytyjski z 1939 roku, będący adaptacją powieści Żegnaj Chips Jamesa Hiltona.
Film znany też pod alternatywnym tytułem: Żegnaj, panie Chips.

## Treść
Akcja toczy się na przestrzeni kilkudziesięciu lat od końca XIX w. do lat 30. XX wieku. Treścią filmu jest historia życia nauczyciela - pana Chipsa, pracującego w prywatnej, angielskiej szkole. Z natury srogi i wymagający, pod wpływem miłości kobiety- pełnej energii sufrażystki, staje się człowiekiem wyrozumiałym i bardziej poważanym przez ogół...

## Obsada
- Robert Donat - Charles Chipping
- Greer Garson - Katherine Chipping
- Terry Kilburn - John/Peter Colley
- John Mills - Peter Colley (młody chłopak)
- Paul Henreid - Max Staefel
- Judith Furse - Flora
- Lyn Harding - Dr. Wetherby
- Milton Rosmer - Charteris
- Louise Hampton - Mrs. Wickett
- Austin Trevor - Ralston